# Tera Kora
Tera Kora, Tera Cora (pap. Tera Kòrá) – dzielnica (wijk) miasta Kralendijk w gminie zamorskiej Bonaire, na wyspie o tej samej nazwie, w Holandii Karaibskiej. Była początkowo jedną z pierwszych wiosek wyspy. Widnieje we fladze gminy zamorskiej, jako jeden z sześciu promieni gwiazdy. 1 stycznia 2020 r. liczyła 1788 mieszkańców. Leży w południowej części miasta.
W 1943 r. na południe od dzielnicy zaczęto budować port lotniczy Bonaire International Airport.